# Doopsgezinde kerk (Blija)
De doopsgezinde kerk is een kerkgebouw in Blija in de Nederlandse provincie Friesland.

## Beschrijving
De driezijdig gesloten zaalkerk werd in 1807 gebouwd. De kosterij aan de voorzijde werd in 1935 vernieuwd. Het gebouw heeft geen kerkfunctie meer. De preekstoel ging naar de Meinardskerk (Minnertsga). Het voormalig kerkgebouw is een rijksmonument.

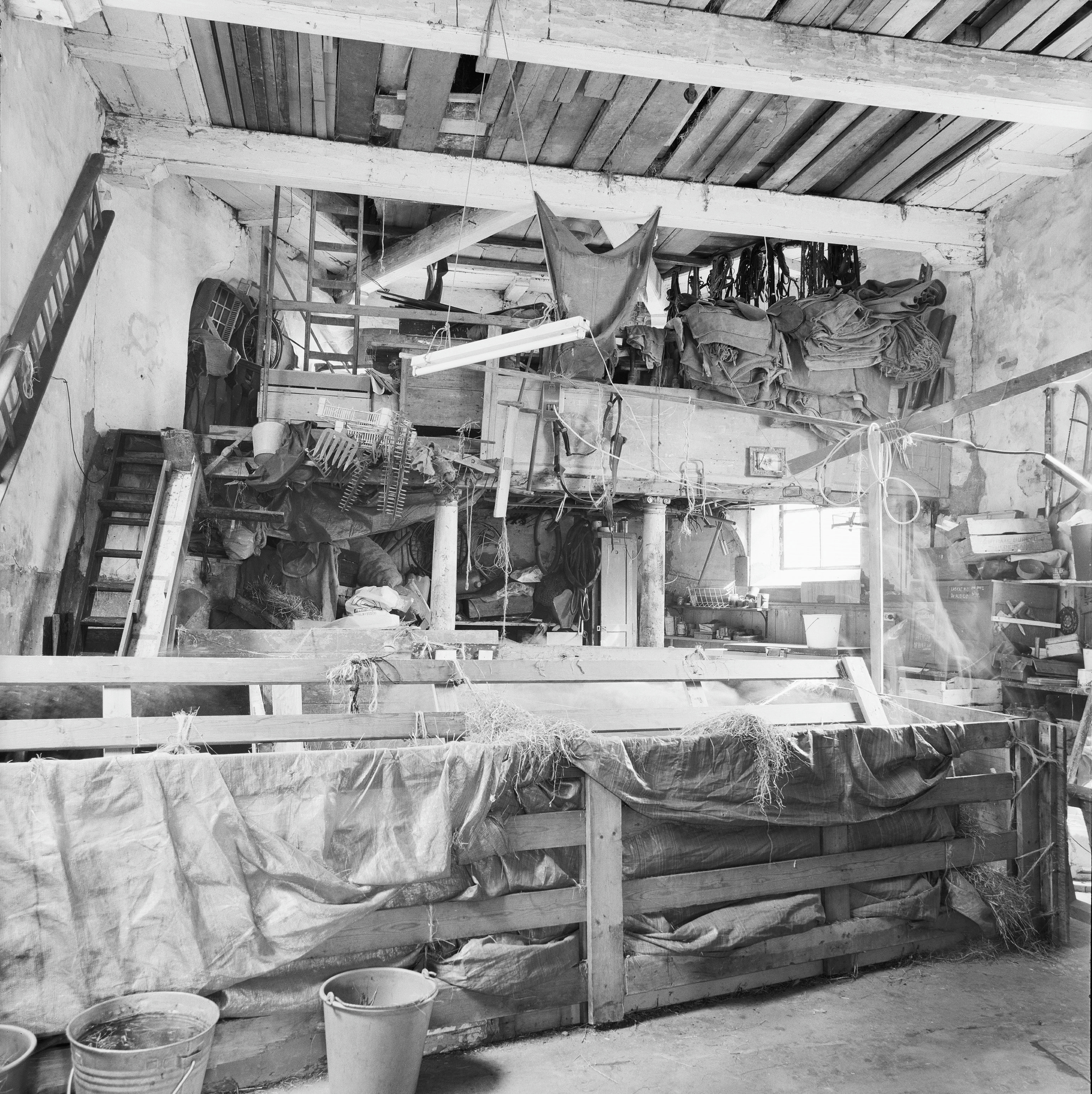
Interieur (opslagplaats)
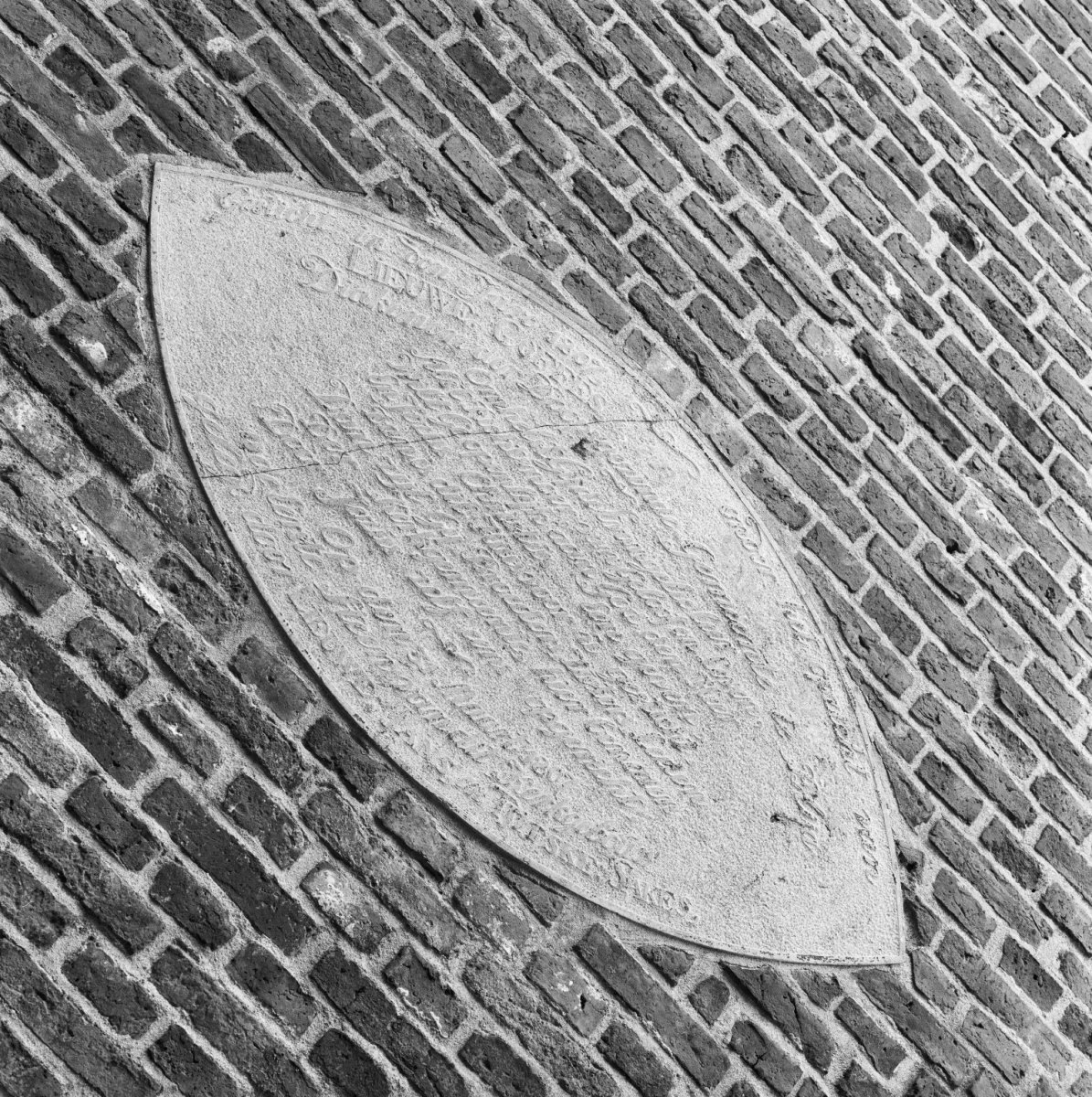
Gedenksteen